# 布雷斯特 (德国)
布雷斯特（德語：Breest）是德国梅克伦堡-前波美拉尼亚州的市镇，隶属于梅克伦堡湖区县，总面积为9.41平方千米，截至2020年总人口为133人。